# Chuck Chapman
Charles Winston "Chuck" Chapman (Vancouver, 21 de abril de 1911 - Victoria (Colúmbia Britânica), 7 de março de 2002), foi um basquetebolista canadense que integrou a Seleção Canadense de Basquetebol nos XI Jogos Olímpicos de Verão em 1936 realizados em Berlim na Alemanha nazista.

## Biografia
Chuck Chapman começou ainda jovem a jogar basquetebol no Victória Blue Ribbons juntamente com seu irmão mais jovem Art Chapman, que também esteve nos Jogos Olímpicos de Verão de 1936, sendo campeões em 1934 e 1935, perdendo a final de 1936 para o Windsor V8. Este Campeonato Canadense credenciava o campeão representar o Canadá nas Olimpíadas, como o Victoria Blue Ribbons perdeu, a vaga ficou para o Windsor V8, mas Chuck, Art Chapman e Doug Peden foram convocados por causa de suas performances. Chuck que foi Armador durante sua carreira, conquistou ainda outros 3 títulos canadenses (1939, 1942 e 1946).